# Jaylee Hodgson
Jay Lee Hodgson (ur. 5 czerwca 1981 w Nottingham) – montserracki piłkarz pochodzenia angielskiego występujący na pozycji napastnika, obecnie zawodnik angielskiego Shepshed Dynamo.

## Kariera klubowa
Hodgson rozpoczynał profesjonalną karierę piłkarską w dziesiątej lidze angielskiej – East Midlands Counties Football League – jako zawodnik klubu Heanor Town. Stąd przeszedł do Long Eaton United z Northern Counties East Football League, natomiast później reprezentował barwy Loughborough Dynamo z ósmej ligi. Dwie klasy wyżej, w Conference South, występował w Hinckley United, a we wrześniu 2011 podpisał umowę z Shepshed Dynamo, grającego na co dzień w ósmej lidze angielskiej – Northern Premier League Division One South. W sezonie 2012–2013 reprezentuje klub Dunkirk FC, który występuje w dziewiątej lidze angielskiej – Midland Alliance.

## Kariera reprezentacyjna
W seniorskiej reprezentacji Montserratu Hodgson zadebiutował 15 czerwca 2011 w przegranym 2:5 spotkaniu z Belize, w ramach eliminacji do Mistrzostw Świata 2014. W tym samym meczu strzelił jedyne dwa gole dla swojej drużyny, pierwsze w kadrze narodowej. W rewanżu z tym samym rywalem Montserratczycy przegrali 1:3, a Hodgson ponownie wpisał się na listę strzelców. Jego zespół nie zakwalifikował się jednak na mundial.